# Eragrostis usambarensis
Eragrostis usambarensis är en gräsart som beskrevs av Diana Margaret Napper. Eragrostis usambarensis ingår i släktet kärleksgrässläktet, och familjen gräs.
Artens utbredningsområde är Tanzania. Inga underarter finns listade i Catalogue of Life.